# Suaeda vera

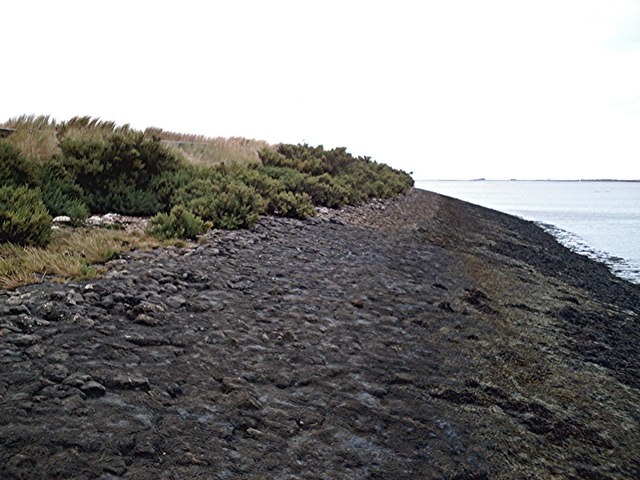
Al seu hàbitat

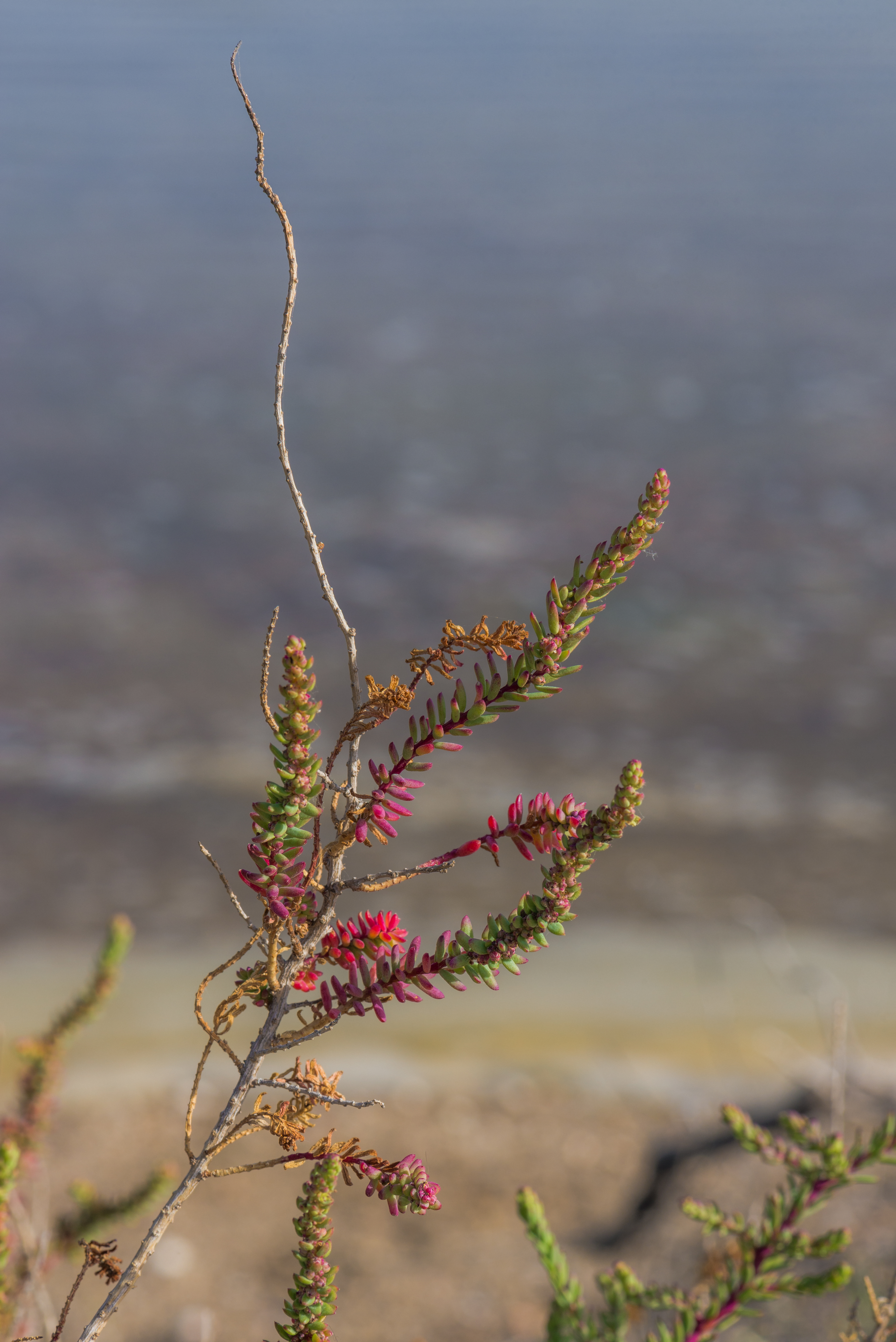
Detall

Suaeda vera és una espècie de planta de la família de les amarantàcies, la qual és característica de comunitats halòfiles i de llacunes costaneres de molts països mediterranis i de les illes de Gran Canària, Tenerife, Lanzarote, Fuerteventura i La Gomera.
És un arbust que pot arribar a mesurar fins a 1,2 m d'alçada. Té les fulles glauques, semicilíndriques, obtuses i sèssils d'uns 5-20 mm. Les cimes es troben agrupades als extrems.